# Тарасівка (Роменський район)
Тарасівка — колишнє село в Україні, у Роменському районі Сумської області. Підпорядковувалось Андріївській сільській раді.

## Історія
Станом на 1984 рік в селі проживало 110 людей.
2007 року рішенням Сумської обласної ради зняте з обліку.

## Географічне розташування
Тарасівка знаходилася на правому березі річки Артополот, за 1 км нижче по течії — село Андріївка, на річці зроблено велику загату.